# Сергейчук Олег Анатолійович
Сергейчук Олег Анатолійович (нар. 8 грудня 1966, місто Севастополь — 5 листопада 2016, місто Київ
) — український правознавець. Заслужений юрист України. Фахівець у галузі адміністративного права та процесу, фінансового, інформаційного права. Здобувач наукового ступеня кандидата юридичних наук за спеціальністю «адміністративне право та процес». З 21 вересня 2010 року посідав посаду судді Конституційного Суду України.

## Життєпис
Трудову діяльність розпочав 1987 року матросом II класу СПС «Кача» рятувальної станції, працював поштарем. Проходив строкову військову службу.
Після закінчення у 1991 році Одеського державного університету імені І.І.Мечнікова працював стажером Нахімовського районного народного суду м.Севастополя.
У 1992–1993 роках – в.о. народного судді Нахімовського районного народного суду м. Севастополя.
З 1993 року по 2002 рік – суддя, заступник голови Нахімовського районного народного суду м. Севастополя.
У період з 2002 року по 2005 рік – начальник Севастопольського міського управління юстиції.
З січня по грудень 2005 року – суддя Київського міжобласного апеляційного господарського суду.
Протягом 2006–2010 років – суддя Вищого адміністративного суду України, Голова кваліфікаційної комісії суддів адміністративних судів України.
У вересні 2010 року X з’їздом суддів України обраний на посаду Судді Конституційного Суду україни.
21 вересня 2010 року офіційно прийняв присягу Судді Конституційного Суду України.
5 листопада 2016 року помер після тривалої важкої хвороби. Похований 7 листопада 2016 року на 33 ділянці Байкового кладовища.

## Відзнаки
- Заслужений юрист України
- Почесна грамота Кабінету міністрів України.